# Emerson (Illinois)
Emerson ist eine kleine Siedlung im Whiteside County im Nordwesten des  US-amerikanischen Bundesstaates Illinois. Der Ort liegt in der Hopkins Township und gehört als Unincorporated Community keiner Gemeinde an.

## Geografie
Emerson liegt am Elkhorn River in der Hopkins Township im nordöstlichen Zentrum des Whiteside County. Der Ort liegt auf 41°48′22″ nördlicher Breite und 89°45′53″ westlicher Länge. Der Mississippi, der die Grenze zu Iowa bildet, liegt rund 35 km westlich. Die Grenze zu Wisconsin verläuft rund 85 km nördlich. 
Benachbarte Orte von Emerson sind Galt (2,1 km südlich), Agnew (4,3 km südwestlich), Coleta (13,2 km nördlich) Grimes Addition (2,2 km südöstlich) und Sterling (6,9 km ostsüdöstlich).
Die nächstgelegenen größeren Städte sind Dubuque in Iowa (132 km nordwestlich), Rockford (93,8 km nordöstlich), Chicago (187 km östlich), Peoria (135 km südlich) sowie die Quad Cities (88,9 km westsüdwestlich).

## Verkehr
Durch Emerson führt der County Highway 8, die nordwestliche Ausfallstraße der nahen Stadt Sterling. Daneben existieren noch eine Reihe unbefestigter Fahrwege und innerörtlicher Verbindungsstraßen.
Mit dem Whiteside County Airport befindet sich ein kleiner Flugplatz 12,4 km südöstlich von Emerson. Die nächstgelegenen größeren Flughäfen sind der 87,1 km nordöstlich von Emerson gelegene Chicago Rockford International Airport sowie der 89,6 km südwestlich gelegene Quad City International Airport.